# Discografia de W&W
A discografia do duo de DJs holandeses W&W inclui um álbum de estúdio, dois álbuns de compilação e sessenta e seis singles, incluindo dez que chegaram às paradas de sucesso.

## Álbuns

### Álbuns de estúdio
| Título | Detalhes                                                                                  |
| ------ | ----------------------------------------------------------------------------------------- |
| Impact | - Lançamento: 23 de setembro de 2011 - Gravadora: Armada - Formatos: CD, Download digital |

### Álbuns de compilação
| Título            | Detalhes                                                                                 |
| ----------------- | ---------------------------------------------------------------------------------------- |
| Mainstage, Vol. 1 | - Lançamento: 21 de setembro de 2012 - Gravadora: Armada - Formato: CD, download digital |
| Bigfoot           | - Released: April 29, 2015 - Gravadora: Avex Music - Formato: CD, download digital       |

## Singles

### Como W&W

#### Singles nas paradas
| Tíulo                                                                                   | Ano  | Melhor posição na parada | Melhor posição na parada | Melhor posição na parada | Melhor posição na parada | Melhor posição na parada | Melhor posição na parada |
| Tíulo                                                                                   | Ano  | NLD                      | BEL                      | FRA                      | GER                      | SWI                      | US Dance                 |
| --------------------------------------------------------------------------------------- | ---- | ------------------------ | ------------------------ | ------------------------ | ------------------------ | ------------------------ | ------------------------ |
| "Mustang"                                                                               | 2008 | 63                       | —                        | —                        | —                        | —                        | —                        |
| "Lift Off!"                                                                             | 2013 | 82                       | —                        | —                        | —                        | —                        | —                        |
| "The Code" (com Ummet Ozcan)                                                            | 2013 | 94                       | —                        | —                        | —                        | —                        | —                        |
| "Jumper" (com Hardwell)                                                                 | 2013 | —                        | —                        | 141                      | —                        | —                        | —                        |
| "Bigfoot"                                                                               | 2014 | 27                       | 75                       | 135                      | 74                       | 61                       | 44                       |
| "Waves" (vs. Dimitri Vegas & Like Mike)                                                 | 2014 | —                        | 7                        | —                        | —                        | —                        | —                        |
| "Don't Stop the Madness" (com Hardwell & Fatman Scoop)                                  | 2014 | —                        | 98                       | —                        | —                        | —                        | —                        |
| "Arcade" (vs. Dimitri Vegas & Like Mike)                                                | 2016 | —                        | 37                       | 161                      | —                        | —                        | —                        |
| "Live the Night" (com Hardwell & Lil Jon)                                               | 2016 | —                        | —                        | 112                      | —                        | —                        | —                        |
| "Crowd Control" (vs. Dimitri Vegas & Like Mike)                                         | 2017 | —                        | 37                       | —                        | —                        | —                        | —                        |
| "—" denota uma gravação que não entrou nas paradas ou não foi lançada nesse território. |      |                          |                          |                          |                          |                          |                          |

#### Outros singles
| Título                                                               | Ano  | Notas                          |
| -------------------------------------------------------------------- | ---- | ------------------------------ |
| "Eruption"                                                           | 2008 | Não incluído em álbum          |
| "Countach"                                                           | 2008 | Não incluído em álbum          |
| "Intercity"                                                          | 2008 | Não incluído em álbum          |
| "Dome"                                                               | 2008 | Não incluído em álbum          |
| "Arena"                                                              | 2008 | Não incluído em álbum          |
| "Chronicles"                                                         | 2008 | Não incluído em álbum          |
| "Plasma"                                                             | 2008 | Não incluído em álbum          |
| "The Plan"                                                           | 2009 | Não incluído em álbum          |
| "Synergy" (com Ummet Ozcan)                                          | 2009 | Não incluído em álbum          |
| "Mainstage"                                                          | 2009 | Não incluído em álbum          |
| "System Overload"                                                    | 2009 | Não incluído em álbum          |
| "D.N.A"                                                              | 2010 | Não incluído em álbum          |
| "Alligator Fuckhouse" (vs. Jonas Stenberg)                           | 2010 | Não incluído em álbum          |
| "Manhattan"                                                          | 2010 | Não incluído em álbum          |
| "Alpha"                                                              | 2010 | Não incluído em álbum          |
| "Saturn" (vs. Leon Bolier)                                           | 2010 | Não incluído em álbum          |
| "Break the Rules" (vs. Ben Gold)                                     | 2010 | Não incluído em álbum          |
| "Nexgen"                                                             | 2010 | Não incluído em álbum          |
| "Impact"                                                             | 2011 | Impact                         |
| "AK-47" (com Wezz Devall)                                            | 2011 | Impact                         |
| "Phantom"                                                            | 2011 | Impact                         |
| "Three O'Clock" (com Ana Criado)                                     | 2011 | Impact                         |
| "Beta"                                                               | 2011 | Impact                         |
| "Twist" (com Mark Sixma)                                             | 2011 | Non-album singles              |
| "Nowhere to Go" (& Bree)                                             | 2011 | Non-album singles              |
| "Invasion" (ASOT 550 Anthem)                                         | 2012 | Mainstage Volume 1             |
| "Shotgun"                                                            | 2012 | Mainstage Volume 1             |
| "Summer" (com Jochen Miller)                                         | 2012 | Mainstage Music – Best of 2012 |
| "Trigger" (com Marcel Woods)                                         | 2012 | Mainstage Volume 1             |
| "Moscow"                                                             | 2012 | Bigfoot                        |
| "D# Fat" (com Armin van Buuren)                                      | 2013 | Bigfoot                        |
| "Ghost Town" (Free download)                                         | 2013 | Bigfoot                        |
| "Thunder"                                                            | 2013 | Bigfoot                        |
| "Rocket" (com Blasterjaxx)                                           | 2014 | Non-album singles              |
| "Shocker" (com Headhunterz)                                          | 2014 | Non-album singles              |
| "The Dance Floor Is Yours" (com Hardwell)                            | 2014 | Non-album singles              |
| "We Control the Sound" (com Headhunterz)                             | 2014 | Non-album singles              |
| "Rave After Rave"                                                    | 2015 | Bigfoot                        |
| "Bowser" (com Blasterjaxx)                                           | 2015 | Non-album single               |
| "The One" (samples "How Will I Know" de Whitney Houston)             | 2015 | Mainstage Music – Best of 2015 |
| "Spack Jarrow" (com MOTi; samples "He's a Pirate")                   | 2015 | Non-album singles              |
| "If It Ain't Dutch" (com Armin van Buuren)                           | 2015 | Non-album singles              |
| "How Many" (Vocals by Sophia Ayana)                                  | 2016 | Non-album singles              |
| "Meet Her at Tomorrowle" (vs. Dimitri Vegas & Like Mike & Da Hool)   | 2016 | Non-album singles              |
| "Caribbean Rave"                                                     | 2016 | Non-album singles              |
| "Get Down" (com Hardwell)                                            | 2016 | Non-album singles              |
| "Whatcha Need"                                                       | 2017 | Non-album singles              |
| "Put Em Up"                                                          | 2017 | Non-album singles              |
| "Chakra" (com Vini Vici)                                             | 2017 | Non-album singles              |
| "God Is A Girl" (com Groove Coverage)                                | 2018 | Non-album singles              |
| "Supa Dupa Fly 2018"                                                 | 2018 | Non-album singles              |
| "Long Way Down" (com Darren Styles & Giin)                           | 2018 | Non-album singles              |
| "Arcade Mammoth" (com Dimitri Vegas & Like Mike e Moguai)            | 2018 | Non-album singles              |
| "Rave Culture"                                                       | 2018 | Non-album singles              |
| "Ready to Rave" (com Armin van Buuren)                               | 2018 | Non-album singles              |
| "Repeat After Me" (com Armin van Buuren e Dimitri Vegas & Like Mike) | 2019 | Non-album singles              |
| "The Light" (& Kizuna AI)                                            | 2019 | Non-album singles              |
| "Matrix" (com Maurice West)                                          | 2019 | Non-album singles              |
| "Ups & Downs" (com Nicky Romero)                                     | 2019 | Non-album singles              |
| "Let the Music Take Control" (com Blasterjaxx)                       | 2019 | Non-album singles              |
| "Khaleesi" (com 3 Are Legend)                                        | 2019 | Non-album singles              |
| "Tricky Tricky" (com Timmy Trumpet e Will Sparks & Sequenza)         | 2019 | Non-album singles              |
| "Wizards Of The Beats" (com Sero Silva e Zafrir)                     | 2020 | Non-album singles              |
| "Do It For You" (com Lucas & Steve)                                  | 2020 | Non-album singles              |
| "Clap Your Hes" (com Dimitri Vegas & Like Mike e Fedde Le Gre)       | 2020 | Non-album singles              |
| "Comin' To Getcha"                                                   | 2020 | Non-album singles              |
| "Rave Love" (com Axmo & Sonja)                                       | 2020 | Non-album singles              |
| "Gold"                                                               | 2020 | Non-album singles              |
| "Distant Memory" (com R3hab e Timmy Trumpet)                         | 2021 | Non-album singles              |
| "Skydance" (com Axmo & Giin)                                         | 2021 | Non-album singles              |
| "Greece 2021" (com Martin Jensen & Linnea Schössow)                  | 2021 | Non-album singles              |
| "This Is Our Legacy" (com Sero Silva e Justin Prime)                 | 2021 | Non-album singles              |
| "We're Still Young" (com Nicky Romero & Olivia Penalva)              | 2021 | Non-album singles              |
| "Dynamite (Bigroom Nation)" (com Blasterjaxx)                        | 2021 | Non-album singles              |
| "Moonlight Shadow" (com Groove Coverage)                             | 2021 | Non-album singles              |
| "StarShine (I Don't Want This Night To End)" (com Axmo e Sonja)      | 2022 | Non-album singles              |
| "Fantasy (Tricky Disco)" (com Harris & Ford e TRIIIPL3 INC.)         | 2023 |                                |
| "Ritmo De La Noche (Vamos A La Playa)" (com AXMO)                    | 2023 |                                |

### Como NWYR
| Título                                         | Ano  |
| ---------------------------------------------- | ---- |
| "Voltage"                                      | 2017 |
| "Dragon"                                       | 2017 |
| "Ends of Time"                                 | 2018 |
| "Time Spiral"                                  | 2018 |
| "Wormhole"                                     | 2018 |
| "The Melody" (com erew Rayel)                  | 2019 |
| "Artificial Intelligence"                      | 2019 |
| "Mind Control"                                 | 2019 |
| "Heart Eyes"                                   | 2020 |
| "Gamer"                                        | 2020 |
| "Drakaina"                                     | 2020 |
| "Shenron"                                      | 2021 |
| "InterGalactic" (com Flrntn e Darius & Finlay) | 2021 |
| "Year of the Dragon"                           | 2021 |
| "The Lone Ranger"                              | 2022 |
| "Zero Gravity"                                 | 2022 |
| "Music In The Air"                             | 2022 |
| "Cocoon"                                       | 2022 |
| "S1R1"                                         | 2022 |

## Trabalhos de produção

### Créditos de produção e composição
| Título                                                                                  | Ano  | Artista(s)                                | Melhor posição nas paradas | Melhor posição nas paradas | Álbum                     |
| Título                                                                                  | Ano  | Artista(s)                                | UK                         | SCO                        | Álbum                     |
| --------------------------------------------------------------------------------------- | ---- | ----------------------------------------- | -------------------------- | -------------------------- | ------------------------- |
| "Everybody Is in the Place"                                                             | 2014 | Hardwell                                  | 63                         | —                          | Non-album singles         |
| "Digital Love"                                                                          | 2017 | Digital Farm Animals com Hailee Steinfeld | —                          | 56                         | Non-album singles         |
| "We Are One"                                                                            | 2017 | Hardwell com Alexeer Tidebrink            | —                          | 56                         | Hardwell & Friends Vol. 1 |
| "—" denota uma gravação que não entrou nas paradas ou não foi lançada nesse território. |      |                                           |                            |                            |                           |

2009:
- ElSero – "Style Fusion"
- Quintin vs. DJ Jean – "Original Dutch"[113]

2011:
- Renvo – "Break Out"
- ElSero – "Merriment"

2012:
- Renvo – "Energize"
- Jochen Miller – "Zodiac"
- Jochen Miller – "Nevada"
- Quintin – "Toy Story"

2015:
- VINAI – "Techno"[114]
- Dustin Lenji – "Gladiator"

2016:
- Hardwell com. Jake Reese – "Run Wild"

## Remixes

### Como artista principal
2008
- M6 – "Fade 2 Black"[115]
- Sied van Riel – "Riel People Know"[116]

2009
- Armin van Buuren – "Rain"[117]
- Leon Bolier e Galen Behr – "Acapulco"[118]
- Ørjan Nilsen – "Artic Globe"[119]

2010
- Aly & Fila – "My Mind Is com You"[120]
- Scott Mac – "Damager 02"[121]
- Svenson & Gielen – "The Beauty of Silence"[122]
- J.O.C. – "Botnik"[123]

2011
- Sean Tyas – "Banshee"[124]
- Marcel Woods – "Champagne Dreams"[125]

2012
- Dash Berlin & Emma Hewitt – "Waiting"[126]

2013
- Armin van Buuren & Trevor Guthrie – "This Is What It Feels Like"[127]
- Krewella – "Live for the Night"[128]
- Nico & Vinz - "Am I Wrong"

2014
- Gareth Emery & Bo Bruce – "U"[129]
- Duke Dumont & Jax Jones – "I Got U"[130]
- Dimitri Vegas & Like Mike, Diplo & Fatboy Slim & Bonde Do Role & Pin – "Eparrei"[131]
- Mark Sixma – "Shadow"[132]

2015
- Timmy Trumpet – "Freaks"[133]
- Zombie Nation – "Kernkraft 400"[134]
- Axwell Λ Ingrosso – "Sun Is Shining"[135]
- Hardwell & Mr. Probz – "Birds Fly"[136]
- DJ Snake e Dillon Francis – "Get Low"[137]
- Stardust - "Music Sounds Better com You"
- Jack Ü (Skrillex & Diplo) feat. Justin Bieber - Where Are Ü Now (w/ Dimitri Vegas & Like Mike)
- Justin Bieber - Sorry
- Ariana Grande - One Last Time
- Kygo - Stole the Show

2016
- The Chainsmokers & Daya – "Don't Let Me Down"[138]
- Mike Posner – "I Took a Pill in Ibiza"[139]
- DJ Snake - "Propaganda"
- Dr. Dre e Snoop Dogg - "Still D.R.E."
- Martin Garrix e Bebe Rexha - "In the Name of Love"
- Coldplay & Beyoncé - "Hymn For The Weekend"

2017
- Pikotaro – "PPAP"[140]

2018
- Steve Aoki e BTS – "Waste It on Me"[141]

2020
- The Weeknd - "Blinding Lights"[142]
- Alan Walker - "Faded"[143]
- Da Boy Tommy & Da Rick - "Ceyman" (com Dimitri Vegas & Like Mike e Ummet Ozcan)[144]

2021
- O-Zone - "Dragostea Din Tei"[145]
- Justin Bieber - "Hold On"[146]

### As NWYR
2017:
- Ed Sheeran - "Castle on the Hill"[147]
- Gareth Emery e Steerwick - "Saving Light"[148]
- Calvin Harris feat. Ayah Marar - "Flashback"[149]
- Above & Beyond & Richard Bedford - Northern Soul[150]
- Phil Collins - "In The Air Tonight"[151]

#### 2019
- Billie Eilish - When The Party's Over[152]

#### 2020
- Rüfüs Du Sol - Underwater[153]

#### 2022
- Safri Duo - Played-A-Live (The Bongo Song)[154]